# Kudat
Kudat ist eine Stadt im malaysischen Bundesstaat Sabah. Sie gehört zum gleichnamigen Verwaltungsbezirk (Distrikt Kudat) und liegt 190 Kilometer nördlich der Hauptstadt Kota Kinabalu. Die Stadt ist Teil des Gebietes Kudat Division, das die Distrikte Kudat, Pitas und Kota Marudu umfasst.

## Geographie
Kudat liegt an der nördlichen Spitze der Insel Borneo am Eingang zur Marudu Bay. Westlich davon liegt das Südchinesische Meer, östlich davon die Sulusee.

## Demographie
Die Bevölkerung der Stadt Kudat beträgt laut der letzten Zählung im Jahr 2010 29.025 Einwohner. Sie besteht mehrheitlich aus indigenen Rungus (ethnisch verbunden mit den Kadazan und Dusun, ca. 53 %), Bajau (ca. 30 %) und Chinesen (10 %). Wie in vielen anderen Städten Sabahs gibt es auch hier eine beträchtliche Anzahl illegaler Immigranten aus den nahegelegenen Philippinen, vor allem aus Sulu und Mindanao, die in der Bevölkerungsstatistik nicht verzeichnet sind.

## Geschichte

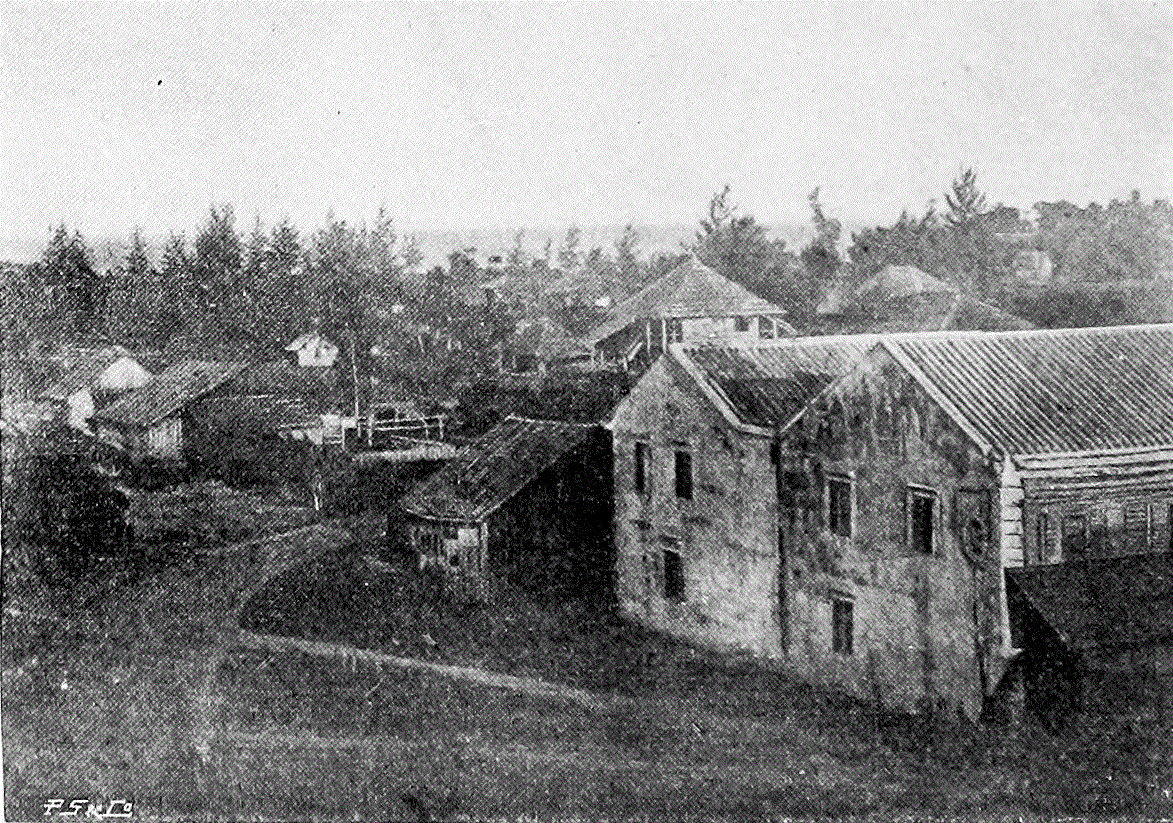
Kudat in den 1890er Jahren

Die Stadt wurde von Alfred Hart Everett, einem Verwaltungsbeamten der North Borneo Chartered Company, am 7. Dezember 1881 gegründet. Sie war wegen ihrer strategischen geographischen Lage die erste Hauptstadt von British North Borneo. Nachdem sie mehrfach von Piraten verwüstet worden war, wurde die Hauptstadt 1883 wegen des besser geschützten Hafens nach Sandakan an die Ostküste verlegt.
Als Reaktion auf den Tod von Mat Salleh überfielen die Häuptlinge Mat Satur, Mat Daud und Kamunta mit 400 Gefolgsleuten am 28. April 1900 die Stadt.
1905 wurde die Stadt durch ein Feuer nahezu vollständig zerstört.
Ab 1913 siedelte die North Borneo Chartered Company hier auf Betreiben der Basler Missionsgesellschaft eine kleinere Gruppe lutheranische Hakka-Chinesen aus der Provinz Kanton an. Die insgesamt etwa 600 Menschen wurden auf Kudat, Menggatal, Telipok und Inanam verteilt und mit einem Darlehen sowie Werkzeugen versorgt. Diese Anfänge waren die Grundlage für die heute noch starke chinesische Gemeinschaft dieser vier Ortschaften.
Kudat wurde am 1. Februar 1942 von den Japanern besetzt. Während des Krieges waren in Kudat Zwangsarbeiter untergebracht, die hauptsächlich zum Bau des Flugplatzes eingesetzt wurden.
Das auf der britischen Geschichte basierende Verwaltungssystem und das Amt des Residenten wurden im Jahr 1979 abgeschafft.

## Politik
Kudat gehört zum parlamentarischen Wahlbezirk „P.167 Kudat“. Bei den Parlamentswahlen in Malaysia 2013 errang hier der Kandidat der Koalitionsregierung Barisan Nasional Datuk Abd Rahim Bin Bakri den Sieg.

## Infrastruktur
Während des Zweiten Weltkriegs legte die Japanische Armee in Kudat einen Flugplatz an. Die Arbeitskräfte – bestehend aus Einheimischen und Zwangsarbeitern aus Java, Indonesien – benutzten Korallen als Tragschicht für die Rollbahn. Viele Indonesier starben während der Bauarbeiten an Krankheiten und Hunger. 1945 griffen B25-Bomber der United States Far East Air Force mehrfach den Flugplatz an und machten ihn unbenutzbar. Der heutige, von Malaysia Airport Berhad betriebene Flughafen (Kudat Airport) wurde teilweise auf den Resten des früheren japanischen Flugplatzes errichtet.

## Tourismus

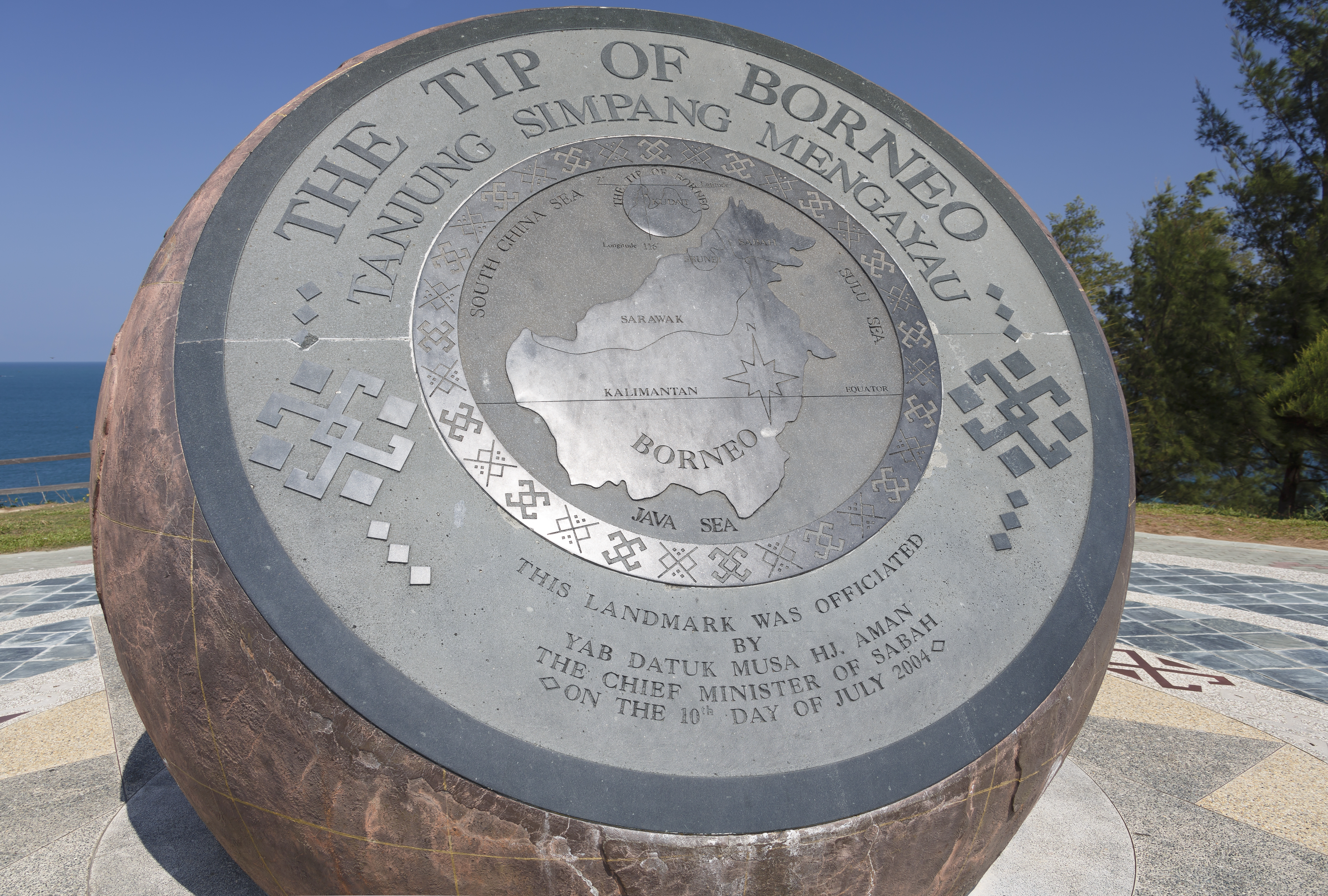
Bronzekugel von Tanjung Simpang Mengayau

Kudat beherbergt ein modernes Beach Resort, das Kudat Golf & Marina Resort. Das Resort und der zugehörige Golfplatz wurde auf Land gebaut, das der frühere Ministerpräsident von Sabah, Tun Mustapha, in den 1970er Jahren urbar gemacht hatte. Tun Mustapha stammte aus Limau-Limauan, einem Dorf auf der gegenüberliegenden Seite der Bucht von Kudat. Der Kudat Golf Club, gegründet im Jahr 1906, ist der älteste Golfclub auf Borneo. Der heutige 18-Loch-Golfplatz (Par 72) ist auch für Meisterschaften geeignet.
Weitere Sehenswürdigkeiten sind die nahegelegenen Langhäuser der Rungus. Dort werden traditionelle Gongs aus Messing gefertigt und Honig produziert.
Ganz in der Nähe von Kudat liegt Tanjung Simpang Mengayau, der nördlichste Punkt der Insel Borneo.